# Under the Shadow
Under the Shadow (persisch زیر سایه Zir-e Sayeh) ist ein Horrorfilm aus dem Jahr 2016, der im Iran des Ersten Golfkriegs spielt. Der Film ist das Regiedebüt von Babak Anvari, der auch das Drehbuch schrieb.

## Handlung
Das Ehepaar Iraj und Shideh lebt 1988, im letzten Jahr des Golfkriegs, mit der gemeinsamen Tochter Dorsa in einer Mietwohnung im vom Krieg gebeutelten Teheran. Iraj ist niedergelassener Arzt, Shideh ehemalige Medizinstudentin, die wenige Jahre zuvor wegen politischer Aktivitäten vom Studium ausgeschlossen wurde. Zu Beginn des Films wird Shideh administrativ beschieden, dass sie ihr Studium nicht wieder aufnehmen darf, was sie und in der Folge auch das Verhältnis zu ihrem Mann sehr belastet. Iraj wird zum jährlichen Militärdienst einberufen und muss an die Front. Er legt Shideh nahe, mit Dorsa zu seinen Eltern zu ziehen, doch Shideh entscheidet sich für den Verbleib in Teheran.
Die kleine Dorsa wird nach dem Weggang des Vaters von Albträumen geplagt. Beeinflusst durch Spukgeschichten eines durch den Tod seiner Eltern traumatisierten Jungen aus der Nachbarschaft berichtet sie ihrer Mutter von der Präsenz von Dschinn, die sie wahrnehme. Shideh tut das als kindliches Gerede ab, leidet aber selbst fortan an Albträumen. An einem der Folgetage durchschlägt eine irakische Rakete das Dach des Mietshauses, ohne zu explodieren; ein in der getroffenen, über Shidehs Apartment gelegenen Wohnung befindlicher älterer Herr stirbt an einem Herzinfarkt. Im Chaos rund um den Raketenangriff geht Dorsas Lieblingspuppe Kimia verloren – das Mädchen behauptet, die Dschinn hätten sie gestohlen. Dorsas Zustand verschlimmert sich, sie hat Fieber, redet mit unsichtbaren Personen und sucht frenetisch nach ihrer Puppe. Shidehs Albträume werden lebhafter, tagsüber sieht sie fremde Personen in ihrer Wohnung, nachts hat sie Visionen von ihrem Ehemann, der ihr Versagen bei der Erziehung Dorsas und im Leben generell vorwirft.
Die anderen Bewohner des Mietshauses verlassen nach und nach Teheran, um Schutz vor den Bombenangriffen zu suchen. Bevor sie ebenfalls abreist, legt die Frau des Vermieters Shideh im Rahmen eines zufällig zustandegekommenen Gesprächs ihre Ansichten über Dschinn dar: Sie würden tatsächlich existieren, Besitz von Menschen ergreifen und so lange Macht über sie ausüben, wie sie im Besitz eines persönlichen Gegenstands des Betroffenen wären. Nachdem Shideh und Dorsa die letzten verbliebenen Bewohner des Hauses sind, erreichen die paranormalen Phänomene ein neues Niveau. Shideh sieht in der Wohnung einen alten Mann, der durch einen Spalt in der Decke in die darüberliegende Wohnung verschwindet, und den Schemen einer in einen Tschador gehüllten Frau, die es auf Dorsa abgesehen zu haben scheint. Dorsa wiederum berichtet von Gesprächen mit einer unsichtbaren, ihr offenbar wohlgesinnten Frau, die ihr wiederholt mitteilt, dass sie ihre Puppe benötige, um von den Dschinn verschont zu bleiben.
Shideh entschließt sich zur Flucht, muss aber Dorsa versprechen, zunächst ihre Puppe zu finden. Bei der Suche entdeckt sie auf dem Dach des Hauses, durch den Raketenkrater in die darunterliegende Wohnung blickend, ihr in einer Schublade sicher weggeschlossen geglaubtes Medizinlehrbuch, eine Geschenk ihrer verstorbenen Mutter. In der Schublade findet sie statt des Buches die in Einzelteile zerrissene Puppe, was zu einem Zerwürfnis mit Dorsa führt, die ihre Mutter hierfür verantwortlich sieht. Nach mehreren teils physischen Attacken, bei denen die übernatürlichen Präsenzen auch die Gestalt von Dorsa annehmen, gelingt Shideh mit ihrer Tochter die Flucht mit dem Auto. Das Ende lässt zwei Deutungen zu: Einerseits zeigt die Kamera, dass sich der bei der Flucht versehentlich abgerissene Kopf der Puppe und Shidehs Medizinbuch noch im Haus befinden, so dass die Dschinn, so sie existierten, noch Macht über Shideh und Dorsa hätten; andererseits deutet Regisseur Anvari in Dialogen zwischen Shideh und ihrem Mann an, dass Shideh Wahnvorstellungen unterliegen könnte.

## Entstehungsgeschichte
Under the Shadow ist, obwohl der Film im Iran spielt und in Farsi gehalten ist, keine iranische Produktion. Ausführende Produktionsfirma war die britische Firma Wigwam Films, die Finanzierung erfolgte durch Firmen und Institutionen aus Großbritannien, Katar und Jordanien, gedreht wurde in Amman in Jordanien. Premiere feierte der Film am 22. Januar 2016 beim Sundance Film Festival. Schon vor der Festivalpremiere sicherte sich der Streamingdienst Netflix die weltweiten Vermarktungsrechte. Weitere Festivals, auf denen der Film gezeigt wurde, waren das South by Southwest Film Festival, das San Francisco International Film Festival, das Seattle International Film Festival, das Sydney Film Festival, das Zurich Film Festival, das Neuchâtel International Fantastic Film Festival und das Fantasy Filmfest.

## Rezeption
Aus 20 aggregierten Wertungen erzielt Under the Shadow auf Metacritic einen Score von 84; Rotten Tomatoes aggregierte 66 Reviews zu einer Gesamtwertung von 98 %.
Christian Horn zog auf Filmstarts.de Parallelen zum australischen Horrorfilm Der Babadook. Er lobte, dass Anvari die beiden Handlungsebenen Golfkrieg und Horror wirkungsvoll verknüpfe, sowie die Dramaturgie des Regisseurs, der mit ruhigen Szenen sich aufbauender Spannung zwischen Mutter und Tochter sowie als Kontrast dazu mit hektischen Dämonenerscheinungen eine den Zuschauer beunruhigende Wirkung entfalte. Horn stellte außerdem heraus, dass die Handlung in einen „sorgfältig gezeichneten […] historischen Hintergrund“ eingebunden sei, der zu einem vielschichtigen Kinoerlebnis beitrage. Er kritisierte eine oberflächliche Darstellung der Charaktere. Mark Kermode verglich Under the Shadow im britischen Guardian mit dem ebenfalls in Farsi gehaltenen Thriller A Girl Walks Home Alone at Night, Guillermo del Toros The Devil’s Backbone und Hideo Nakatas Dark Water. Kermode bewertete den Film als „durchdachte, provokative und (mit fortlaufender Spieldauer) zunehmend beängstigende Kost, die sowohl als feministische Fabel, als Drama einer zerbrechenden Familie und als vollwertiger Horrorthriller funktioniere“. Er hob besonders die Arbeit von Kameramann Kit Fraser hervor, der im Laufe des Films gekonnt neorealistische Handkameraaufnahmen einflechte und nach und nach zu einem kantigen, expressionistischen Stil wechsle, der visualisiere, wie sich Shidehs Leben langsam in einen Albtraum verwandle. Für den New Yorker analysierte Anthony Lane, dass Regisseur Anvari geschickterweise genretypische Elemente des Horrorfilms – plötzlich erlöschende Lichter, das erzwungene Aufsuchen eines Kellers – in den Film einwebe, die aber auf den Horror des damaligen iranischen Alltags zurückzuführen seien. Lane betonte das feministische Element des Films mit seiner Hauptdarstellerin, die sowohl innerhalb einer suppressiven Gesellschaft als auch im  Angesicht des Horrors in ihrer Wohnung gleichzeitig reizbar, launisch, würdevoll, unendlich müde, zielstrebig und tapfer sei.
Im Juli 2016 wurde Under the Shadow beim Neuchâtel International Fantastic Film Festival mit dem Narcisse-Preis für den besten Spielfilm ausgezeichnet. Beim Fantasy Filmfest gewann der Film den Fresh Blood Award. Nach einer Nominierung für die Kategorie Bester britischer Film bei den British Academy Film Awards 2017 war Under the Shadow der britische Vorschlag für den Preis als bester fremdsprachiger Film für die Oscarverleihung 2017, wurde aber nicht nominiert.